# Seix
Seix (okzitanisch Sèish) ist ein südfranzösischer Ort und eine Gemeinde mit 743 Einwohnern (Stand: 1. Januar 2022) in der historischen Grafschaft Couserans (heute: Département Ariège) in der Region Okzitanien. Das aus dem Dorf Seix, zahlreichen Weilern und Einzelgehöften bestehende Gemeindegebiet grenzt im Süden an Spanien.

## Lage und Klima
Der Ort Seix liegt auf einer Höhe von ca. 510 m innerhalb des Regionalen Naturparks Pyrénées Ariégeoises am Fluss Salat gut 120 km (Fahrtstrecke) südwestlich der Stadt Toulouse. Das Vallée d’Esbints und der oberste Abschnitt des Vallée du Salat sind Teil der Gemeinde. Weite Teile der Gemeinde sind bergig und bewaldet; höchster Punkt ist der Mont Valier. Das Klima ist gemäßigt, im Sommer auch warm; Regen (ca. 800 mm/Jahr) fällt übers Jahr verteilt.

## Bevölkerungsentwicklung
| Jahr                       | 1800 | 1851 | 1901 | 1954 | 1999 | 2019 |
| Einwohner                  | 3027 | 3858 | 3068 | 1057 | 697  | 708  |
| Quellen: Cassini und INSEE |      |      |      |      |      |      |

## Wirtschaft
Die Einwohner der Gemeinde lebten jahrhundertelang als Selbstversorger von der Landwirtschaft. Der Ort Seix bildete das merkantile und handwerkliche Zentrum der Gegend.

## Geschichte
Das Gebiet um Seix gehörte seit der Mitte des 10. Jahrhunderts zur Grafschaft Couserans, geriet aber um das Jahr 1180 in die Abhängigkeit zur Grafschaft Comminges. Im Jahr 1280 wurde das Château de Mirabat erstmals urkundlich erwähnt. In dieser Zeit war der Ort eine Exklave der Provinz Languedoc, aber auch die Grafen von Foix wie auch die Könige von Aragón bemühten sich hier um territorialen Zuwachs. Die Gemeinde gehörte von 1793 bis 1801 zum Distrikt Saint-Girons. Zudem lag Seix von 1793 bis 2015 innerhalb des Kantons Oust. Die Gemeinde ist seit 1801 dem Arrondissement Saint-Girons zugeteilt.

## Sehenswürdigkeiten
- Ruinen von Schloss Château de Mirabat, seit 1995 ein Monument historique[1]
- Ruinen von Schloss Château de Lagarde, seit 1996 ein Monument historique[2]
- Maison-forte oder Château de Seix aus dem 16. Jahrhundert, seit 1994 ein Monument historique[3]
- Kirche Saint-Étienne aus dem 17. Jahrhundert, seit 2014 ein Monument historique[4]
- Kapelle Notre-Dame-de-Pitié aus dem Jahr 1660, seit 2014 ein Monument historique[5]
- Kapelle Sainte-Anne in Seix
- Kapelle Saint-Joseph in Rieu
- zahlreiche alte Häuser mit Holzgalerien
- Denkmal für die Gefallenen[6]
- zahlreiche Wegkreuze

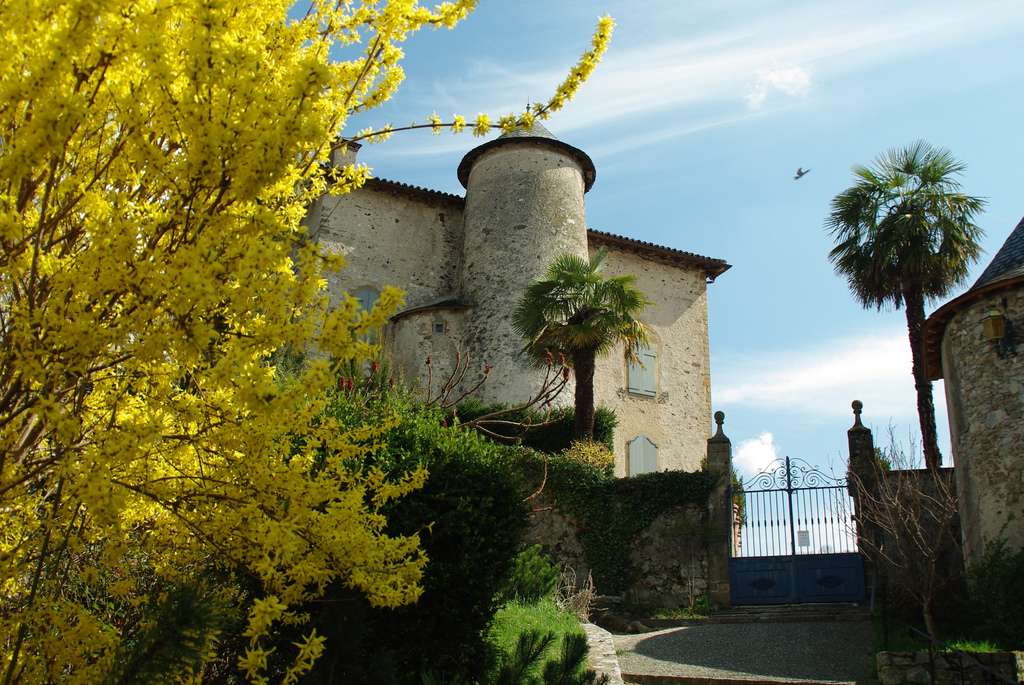
Maison-forte (auch Château de Seix genannt) in Seix
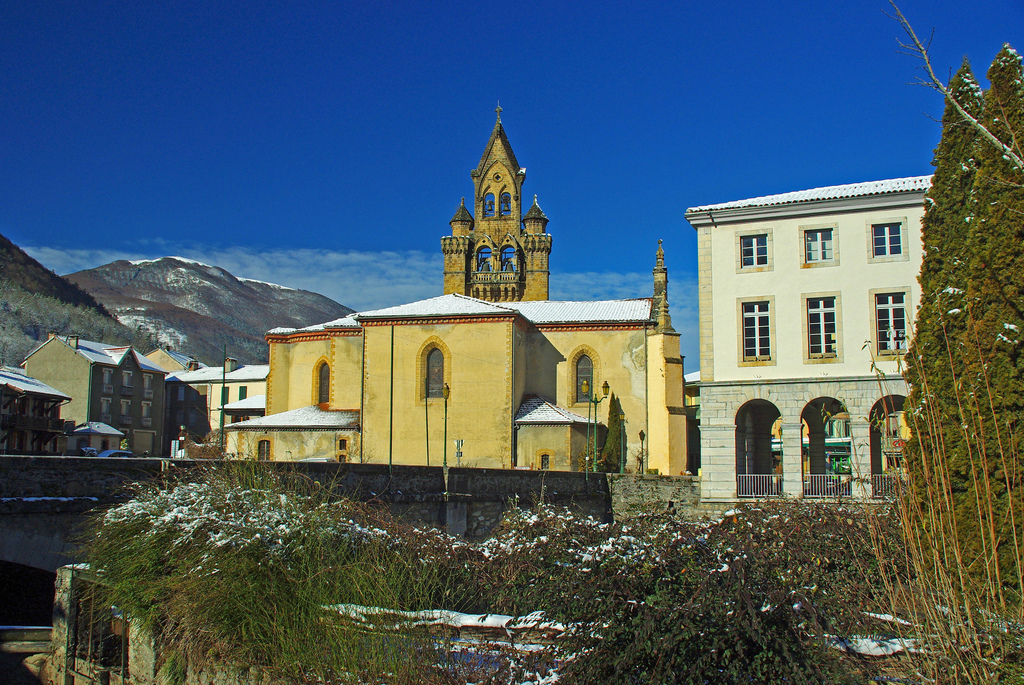
Ostansicht der Kirche Saint-Étienne
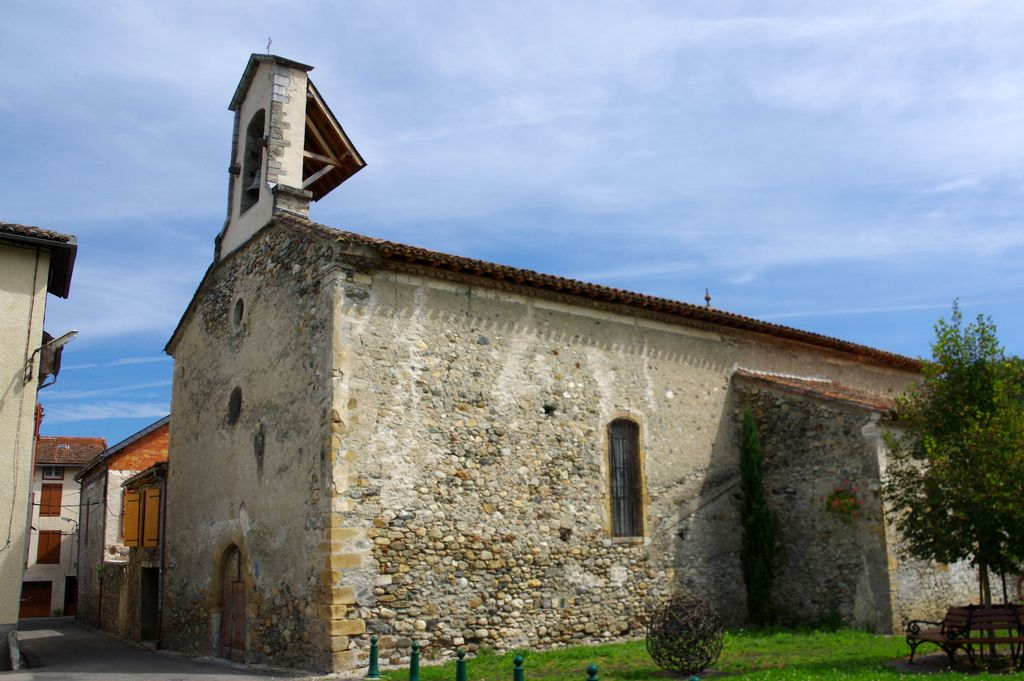
Kapelle Notre-Dame-de-Pitié
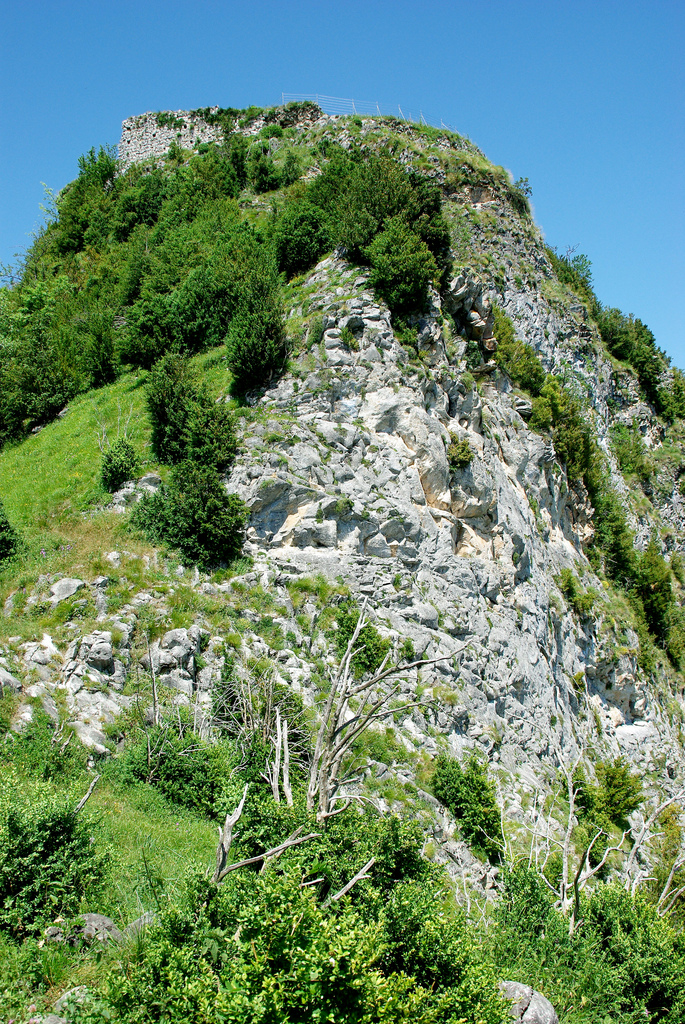
Ruine des Château de Mirabat
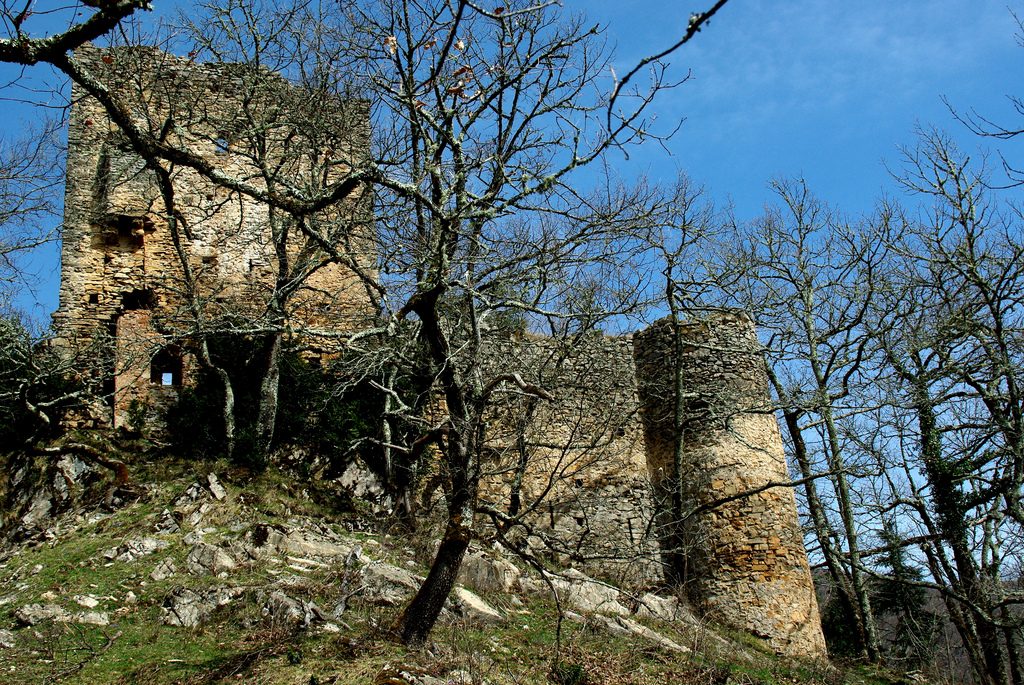
Ruine des Château de Lagarde
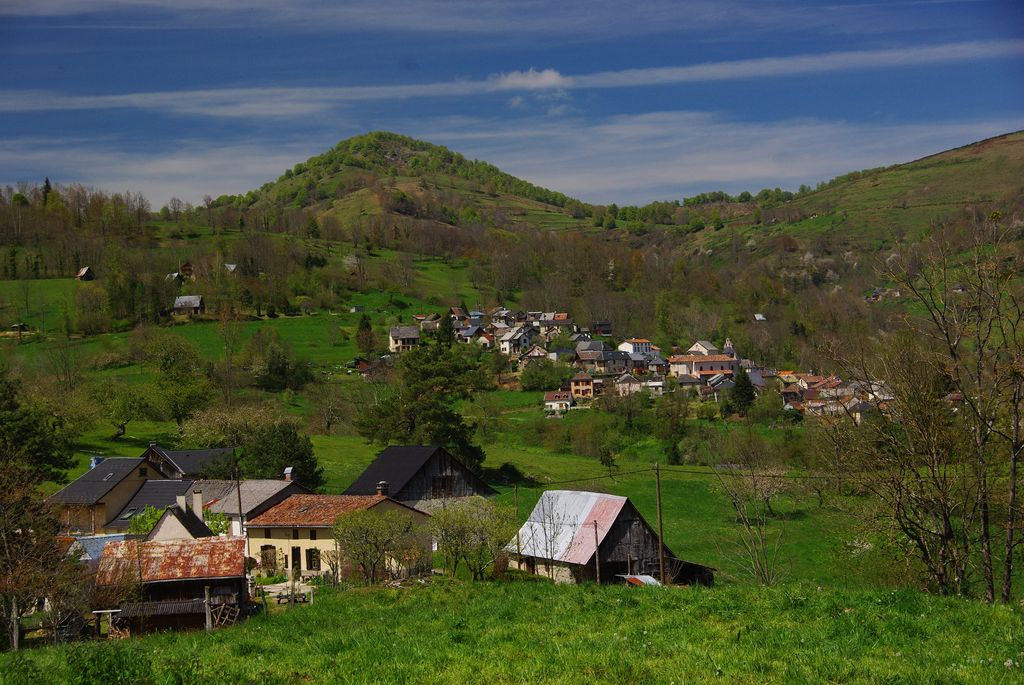
Weiler Bléchin im Westen der Gemeinde
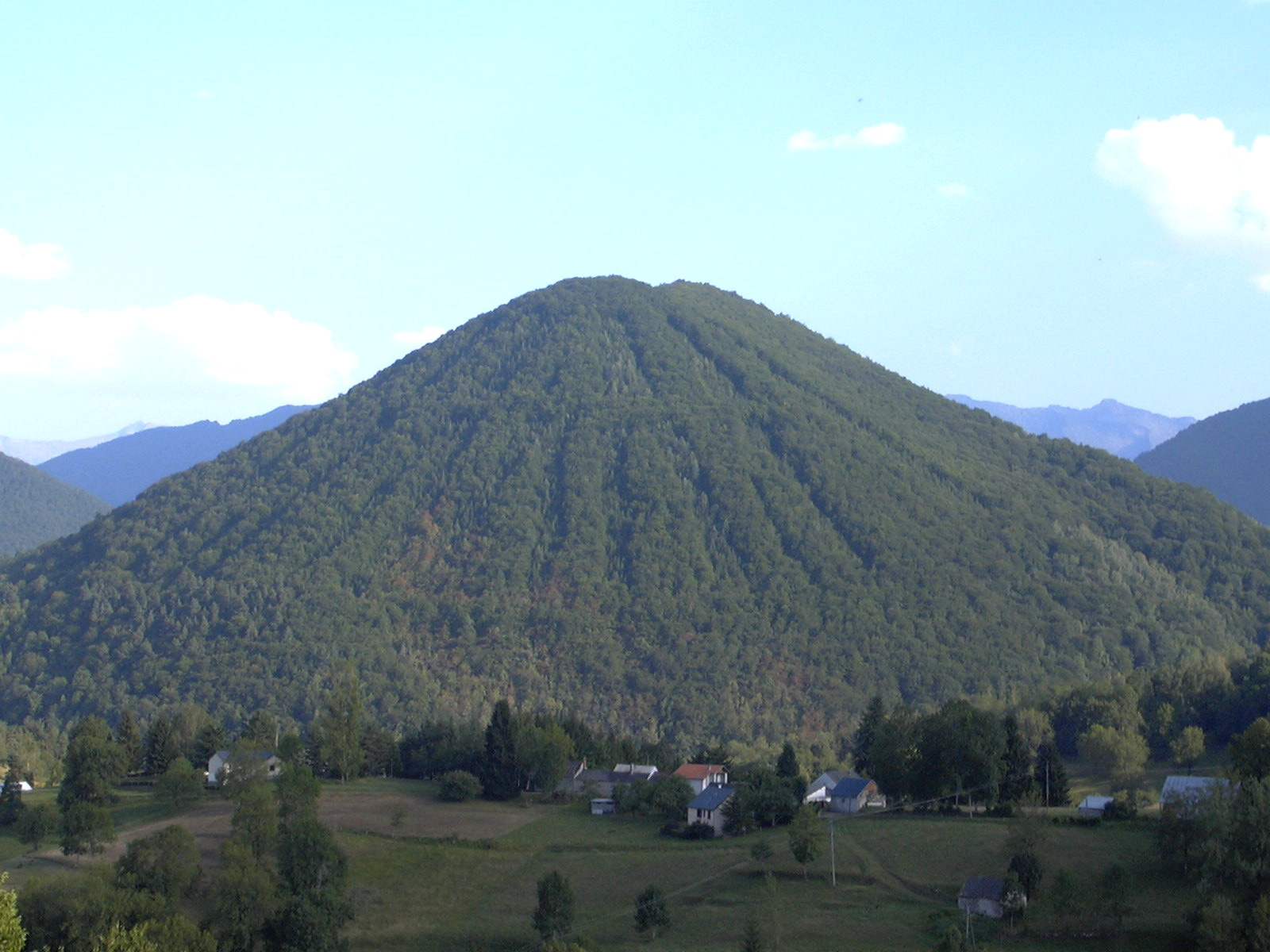
Berg Le Cos bei Seix